# Lettere di Maometto
Le lettere di Maometto sono una serie di missive diplomatiche inviate da Maometto a diversi capi di Stato della sua epoca. Secondo lo storico persiano Ṭabarī (X secolo), Maometto decise di spedire tali lettere invitando i vari governanti ad aderire all'Islam subito dopo aver firmato l'Accordo di al-Hudaybiyya (628).
Secondo la storiografia islamica, Maometto inviò degli ambasciatori con tali lettere presso l'Imperatore sasanide Cosroe II di Persia, l'Imperatore bizantino Eraclio, il Negus etiope Aṣḥama ibn Abjar, il patriarca e governatore egiziano Muqawqis, il governatore bizantino della Siria Harith Gassani e il governatore persiano del Bahrain Munzir ibn Sawa Al-Tamimi.

## Le lettere

### All'Imperatore sasanide
La lettera all'Imperatore sasanide Cosroe II di Persia (in arabo: كسرى , transliterazione: Kisra), fu inviata per tramite dello Sahaba ʿAbd Allāh ibn Ḥudhāfa al-Sahmī. Il testo pervenutoci:
La tradizione islamica afferma che Cosroe II strappò la lettera di Maometto dicendo "Uno schiavo pietoso tra i miei sudditi osa scrivere il suo nome prima del mio" e ordinò al goveratore dello Yemen Bādhān ibn Sāsān di inviare due uomini nell'Hegiaz a prelevare Maometto e portarlo di fronte a lui. Informato di questo da al-Sahmi, Maometto replicò "Così Allah dovrà distruggere il suo regno".

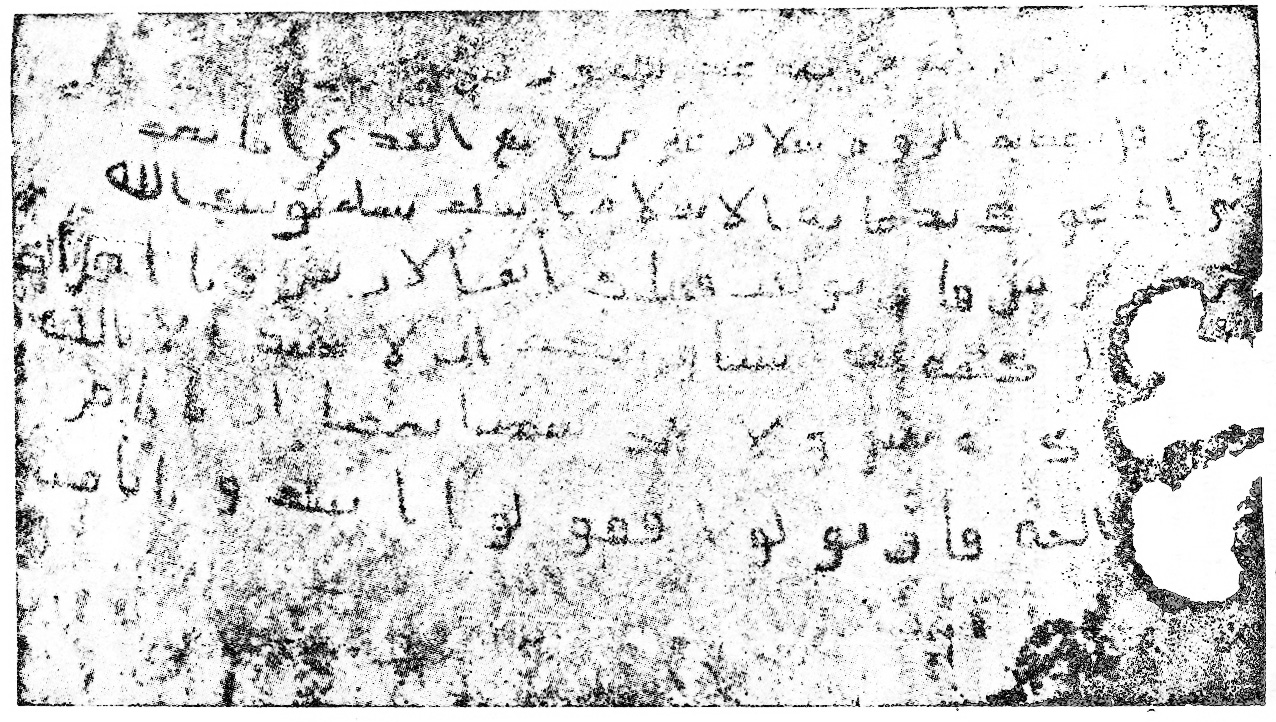
La lettera di Maometto ad Eraclio, riproduzione ad opera di Majid Ali Khan

### All'Imperatore bizantino
Anche la lettera all'Imperatore bizantino Eraclio fu inviata per tramite di ʿAbd Allāh ibn Ḥudhāfa al-Sahmī che fu incarcerato e sottoposto a torture dall'Imperatore, il quale secondo la tradizione cercò di farlo convertire al cristianesimo, finché non venne rilasciato dopo aver acconsentito a baciare la fronte del sovrano bizantino in segno di sottomissione. Il testo pervenutoci, completato da una citazione al Corano:
{قُلْ يَا أَهْلَ الْكِتَابِ تَعَالَوْا إِلَىٰ كَلِمَةٍ سَوَاءٍ بَيْنَنَا وَبَيْنَكُمْ أَلَّا نَعْبُدَ إِلَّا اللَّهَ وَلَا نُشْرِكَ بِهِ شَيْئًا وَلَا يَتَّخِذَ بَعْضُنَا بَعْضًا أَرْبَابًا مِّن دُونِ اللَّهِ ۚ فَإِن تَوَلَّوْا فَقُولُوا اشْهَدُوا بِأَنَّا مُسْلِمُونَ} [سورة آل عمران : 64].»
La pace sia su chi segue la guida.
Inoltre, vi invito con l'invito alla pace. Se ti sottometti, troverai sicurezza e Dio raddoppierà la tua ricompensa. Se ti volti dall'altra parte, porterai i peccati degli ariani.
«O gente della Scrittura, venite ad una dichiarazione comune tra noi e voi: [e cioè] che non adoreremo altri che Allah, senza nulla associarGli, e che non prenderemo alcuni di noi come signori all’infuori di Allah».
Se poi volgono le spalle allora dite: «Testimoniate che noi siamo coloro che si sono arresi (a Lui)» [ Corano, 3:64]»

### Al Negus etiope
La lettera al Negus di Axum Aṣḥama ibn Abjar, come pervenutaci:
بسم الله الرحمن الرحيم من محمد رسول الإسلام إلى النجاشى ملك الحبشة: سلام عليك إنى أحمد الله إليك ،الله الذي لا إله إلا هو الملك القدوس السلام المؤمن المهيمن، وأشهد أن عيسى بن مريم روح الله وكلمته ألقاها إلى مريم البتول الطيبة الحصينة، فحملت بعيسى فخلقه الله من روحه كما خلق آدم بيده، وإنى أدعوك وجنودك إلى الله عز وجل، وقد بلغت ونصحت فاقبلوا نصحى، والسلام على من اتبع الهدى»
Pace a te che ringrazio Dio per te, Dio, che non c'è Dio all'infuori di Lui, il Re, la santa pace assicurata come dominante. Io rendo testimonianza su Gesù figlio di Maria, lo Spirito di Dio e il suo discorso che fu pronunciato alla Vergine Maria. Dio creò Gesù dal suo spirito, proprio come creò Adamo con la sua mano, e io invito te e i tuoi soldati a Dio Onnipotente. Ti consiglio di ricevere il mio consiglio,  la pace sia su coloro che seguono questa guida.»
L'imām Abū Dāwūd al-Sijistānī riferisce che egli si sarebbe effettivamente convertito, rispondendo alla missiva: "Attesto che egli [Maometto] è il Messaggero di Allah, Allah lo benedica e lo salvi, e che egli è colui che è stato preannunciato da Gesù, figlio di Maria" e ciò sarebbe provato dal fatto che Maometto, successivamente alla morte del sovrano nel 631, celebrò a Medina una Salat al-Gha'ib (funerale islamico in assenza).